# 舞凤乡
舞凤乡，是中华人民共和国四川省巴中市恩阳区曾经下辖的一个乡。2019年12月23日，撤销舞凤乡，划归玉山镇管辖。

## 行政区划
舞凤乡撤销前下辖以下地区：
凤舞社区、鸡山村、红泥村、中华寨村、宝石村、重阳村、乐花村、三岔村和白云庙村。